# Hrabstwo Franklin (Illinois)

Piramida wieku hrabstwa

Hrabstwo Franklin – hrabstwo w USA, w stanie Illinois, według spisu z 2000 roku liczba ludności wynosiła 39 018. Siedzibą hrabstwa jest Benton.

## Geografia
Według spisu hrabstwo zajmuje powierzchnię 1 117 km², z czego 1 067 km² stanowią lądy, a 19 km² (4,48%) stanowią wody.

### Sąsiednie hrabstwa
- Hrabstwo Jefferson - północ
- Hrabstwo Hamilton - wschód
- Hrabstwo Saline - południowy wschód
- Hrabstwo Williamson - południe
- Hrabstwo Jackson -południowy zachód

Stan Illinois na mapie USA

- Hrabstwo Perry -zachód

## Historia
Pierwsi osadnicy przybyli do Hrabstwa Franklin w 1804. Grupa ta składała się z sześciu braci Jordan. Osiedlili się w południowo-wschodniej części hrabstwa, blisko Thompsonville. W pierwszym roku wybudowali szopę, pokrytą szczechą i nazwali swoje miejsce osadą Jordana. W 1809 roku podczas wojny Tecumseh istniała groźba ataków Indian na osadę i z tego powodu gubernator Ninian Edwards wysłał w te rejony wojsko przekształcając osadę w Fort Jordan oraz wybudował drugi kilka mil na zachód -Fort Franka, dziś znany jako West Frankfort.  
Hrabstwo Franklin został utworzone w 1818 roku z dwóch innych hrabstw Hrabstwa Gallatin i Hrabstwa White. Nazwa została nadana na cześć amerykańskiego polityka Benjamina Franklina.

## Demografia
Według spisu z 2000 roku hrabstwo zamieszkuje 39 018 osób, które tworzą 16 408 gospodarstw domowych oraz 10 976 rodzin. Gęstość zaludnienia wynosi 37 osób/km². Na terenie hrabstwa jest 18 105 budynków mieszkalnych o częstości występowania wynoszącej 17 budynków/km². Hrabstwo zamieszkuje 98,63% ludności białej, 0,15% ludności czarnej, 0,22% rdzennych mieszkańców Ameryki, 0,18% Azjatów, 0,01% mieszkańców Pacyfiku, 0,14% ludności innej rasy oraz 0,66% ludności wywodzącej się z dwóch lub więcej ras, 0,64% ludności to Hiszpanie, Latynosi lub inni.
W hrabstwie znajduje się 16 408 gospodarstw domowych, w których 28,20% stanowią dzieci poniżej 18 roku życia mieszkający z rodzicami, 53,00% małżeństwa mieszkające wspólnie, 10,10% stanowią samotne matki oraz 33,10% to osoby nie posiadające rodziny. 29,80% wszystkich gospodarstw domowych składa się z jednej osoby oraz 15,80% żyje samotnie i ma powyżej 65 roku życia. Średnia wielkość gospodarstwa domowego wynosi 2,34 osoby, a rodziny wynosi 2,89 osoby.
Przedział wiekowy populacji hrabstwa kształtuje się następująco: 23,00% osób poniżej 18 roku życia, 7,90% pomiędzy 18 a 24 rokiem życia, 26,20% pomiędzy 25 a 44 rokiem życia, 24,30% pomiędzy 45 a 64 rokiem życia oraz 18,70% osób powyżej 65 roku życia. Średni wiek populacji wynosi 40 lat. Na każde 100 kobiet przypada 91,90 mężczyzn. Na każde 100 kobiet powyżej 18 roku życia przypada 89,00 mężczyzn.
Średni dochód dla gospodarstwa domowego wynosi 28 411 USD, a średni dochód dla rodziny wynosi 36 294 dolarów. Mężczyźni osiągają średni dochód w wysokości 31 429 dolarów, a kobiety 19 664 dolarów. Średni dochód na osobę w hrabstwie wynosi 15 407 dolarów. Około 12,60% rodzin oraz 16,20% ludności żyje poniżej minimum socjalnego, z tego 24,10% poniżej 18 roku życia oraz 9,60% powyżej 65 roku życia.

## Miasta i wioski
- Benton
- Christopher
- Mulkeytown (CDP)
- Orient
- Sesser
- West Frankfort
- Zeigler

## Wioski
- Buckner
- Ewing
- Freeman Spur
- Hanaford
- North City
- Royalton
- Thompsonville
- Valier
- West City